# Halmos Imre (teniszező)
Halmos Imre (Szombathely, 1930. február 27. – 2018. július 2.) magyar teniszező, válogatott kézilabdázó, edző, sportvezető, szakíró.

## Pályafutása
1948-ben a Kőszegi Állami Tanítóképző Líceumban érettségizett. 1953-ban a Testnevelési Főiskolán testnevelő tanári diplomát szerzett. 1963-tól kézilabda és tenisz-szakedző, 1970-től tenisz mesteredző lett.
1948 és 1980 között teniszezőként versenyzett, közben 1950 és 1964 aktívan kézilabdázott illetve 1950 és 1954 között kosárlabdázott is. 1948 és 1950 között a Szombathelyi SE, 1950 és 1953 között a TF Haladás, 1953 és 1980 között a Budapest Vörös Meteor illetve az MTK–VM teniszezője volt.
1950 és 1953 között a TF Haladás, 1954 és 1956 között a Budapesti Kinizsi, 1957 és 1962 között a Bp. Honvéd, 1962 és 1964 között az FTC kézilabdázója volt. 1957 és 1962 között tízszer szerepelt a válogatottban.
1950 és 1953 között a TF Haladás, 1953-54-ben a Bp. Vörös Lobogó kosárlabdázója volt.
1953–1955 általános iskolai testnevelő tanár, 1955–1957 a TF munkatársa, 1958–1963 gimnáziumi testnevelő tanár volt. 1963–1972 a KSI alapító igazgatója volt. 1972-től főiskolai adjunktus volt a Testnevelési Főiskolán. 1975–1987 egyetemi adjunktus, 1987–1991 egyetemi docens volt. 1991 márciusától a Sportjátékok Tanszékének tanszékvezetőjeként tevékenykedett.
1953-től folyamatosan edzőként is dolgozott. 1953–1960 a TF Haladás illetve a TFSE női kézilabdacsapatának, 1959–1962 a Bp. Honvéd férfi kézilabdacsapatának edzője volt. 1961–1980 között a Budapest Vörös Meteor illetve az MTK–VM, 1981–1986 a Vasas teniszszakosztályának a vezetőedzője volt. Magyar bajnokságot nyert tanítványai: Szőke Péter, Szőcsik András, Csépai Ferenc, Lázár Vilmos, Szabó Éva, Fagyas Katalin és Ritecz Andrea.